# Kristijana
Kristijana je žensko osebno ime.

## Izvor imena
Ime Kristijana prav tako kakor Kristina izhaja iz latinskega moškega osebnega imena Christianus v pomenu besede »kristjan«.

## Pogostost imena
Po podatkih Statističnega urada Republike Slovenije je bilo na dan 31. decembra 2007 v Sloveniji število ženskih oseb z imenom Kristijana: 9.

## Osebni praznik
Osebe z imenom Kristijana lahko godujejo takrat kot Kristine.